# Soulatgé
Soulatgé  (en occitan Solatge) est une commune française, située dans le sud du département de l'Aude en région Occitanie.
Sur le plan historique et culturel, la commune fait partie du massif des Corbières, un chaos calcaire formant la transition entre le Massif central et les Pyrénées. Exposée à un climat méditerranéen, elle est drainée par le Verdouble, le ruisseau d'en Trébals, le ruisseau de Paza et par divers autres petits cours d'eau. La commune possède un patrimoine naturel remarquable : deux sites Natura 2000 (les « basses Corbières » et la « vallée de l'Orbieu ») et sept zones naturelles d'intérêt écologique, faunistique et floristique.
Soulatgé est une commune rurale qui compte 130 habitants en 2022, après avoir connu un pic de population de 379 habitants en 1836. Ses habitants sont appelés les Soulatgeois ou  Soulatgeoises.

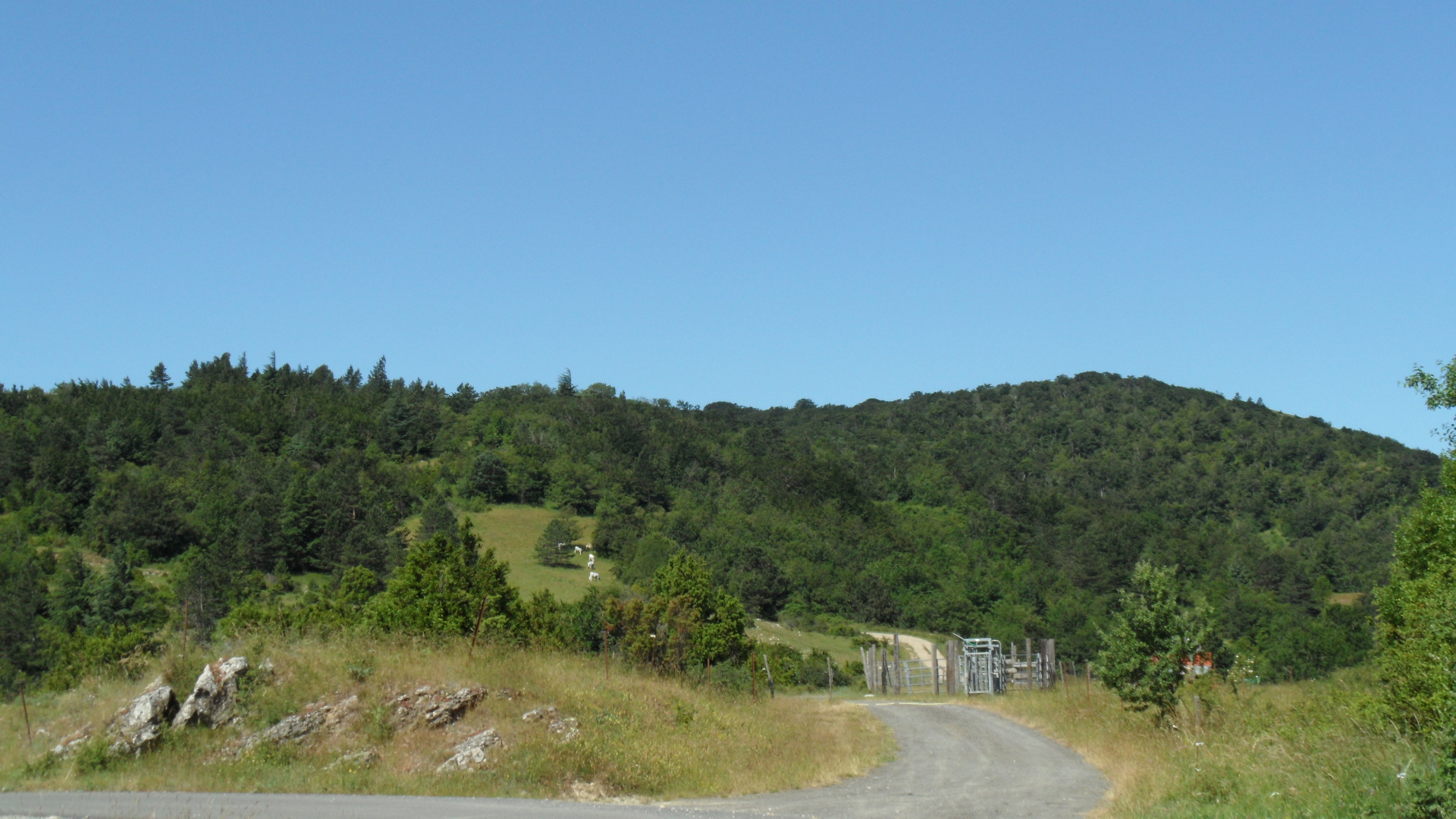
Col de Redoulade sur la commune de Soulatgé.

## Géographie
Cette petite commune, limitrophe du département des Pyrénées-Orientales, est située dans le massif des Corbières, non loin des gorges de Galamus et du château de Peyrepertuse. Elle consiste en une étroite vallée verdoyante, couverte de prairies et entourée de forêts de chênes verts principalement.

### Communes limitrophes
Les communes limitrophes sont  Auriac, Cubières-sur-Cinoble, Duilhac-sous-Peyrepertuse, Fourtou, Massac, Rouffiac-des-Corbières et Saint-Paul-de-Fenouillet.
| Fourtou              | Auriac                                         | Massac                    |
| Cubières-sur-Cinoble | Soulatgé                                       | Rouffiac-des-Corbières    |
|                      | Saint-Paul-de-Fenouillet (Pyrénées-Orientales) | Duilhac-sous-Peyrepertuse |

### Hydrographie
La commune est dans la région hydrographique « Côtiers méditerranéens », au sein du bassin hydrographique Rhône-Méditerranée-Corse. Elle est drainée par le Verdouble, le ruisseau d'en Trébals, le ruisseau de Paza, le ruisseau de Fourcounals, le ruisseau de la Caïrolo, le ruisseau de la Doux, le ruisseau de la Font Pouiride, le ruisseau de la Gigude, le ruisseau de la Gorbelhe, le ruisseau de la Sigaliéro, le ruisseau de Lavail, le ruisseau de Laydoux, le ruisseau del Four, le ruisseau de Rudonnière et, qui constituent un réseau hydrographique de 37 km de longueur totale,.
Le Verdouble, d'une longueur totale de 46,7 km, prend sa source dans la commune de  et s'écoule vers l'est puis se réoriente au sud. Il traverse la commune et se jette dans l'Agly à Estagel.

### Climat
Pour des articles plus généraux, voir Climat de l'Occitanie et Climat de l'Aude.
En 2010, le climat de la commune est de type climat du Bassin du Sud-Ouest, selon une étude s'appuyant sur une série de données couvrant la période 1971-2000. En 2020, Météo-France publie une typologie des climats de la France métropolitaine dans laquelle la commune est dans une zone de transition entre le climat de montagne et le climat méditerranéen et est dans la région climatique Pyrénées orientales, caractérisée par une faible pluviométrie, un très bon ensoleillement (2 600 h/an), un air sec, particulièrement en hiver et peu de brouillards.
Pour la période 1971-2000, la température annuelle moyenne est de 13,1 °C, avec une amplitude thermique annuelle de 15,1 °C. Le cumul annuel moyen de précipitations est de 823 mm, avec 8,9 jours de précipitations en janvier et 4,3 jours en juillet. Pour la période 1991-2020, la température moyenne annuelle observée sur la station météorologique la plus proche, située sur la commune de Mouthoumet à 9 km à vol d'oiseau, est de 12,5 °C et le cumul annuel moyen de précipitations est de 837,6 mm,. Pour l'avenir, les paramètres climatiques de la commune estimés pour 2050 selon différents scénarios d’émission de gaz à effet de serre sont consultables sur un site dédié publié par Météo-France en novembre 2022.

### Milieux naturels et biodiversité

#### Réseau Natura 2000

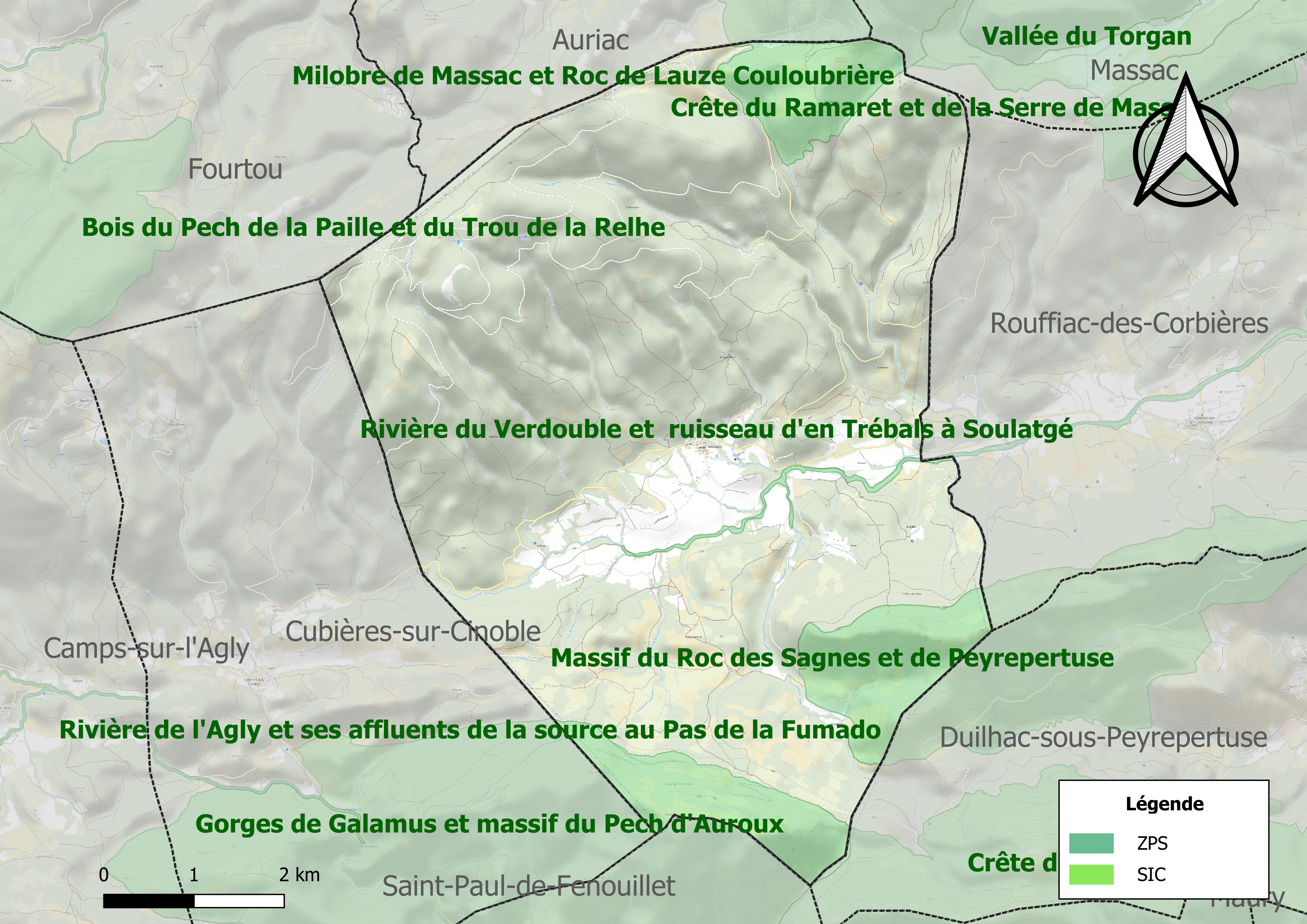
Site Natura 2000 sur le territoire communal.

Le réseau Natura 2000 est un réseau écologique européen de sites naturels d'intérêt écologique élaboré à partir des directives habitats et oiseaux, constitué de zones spéciales de conservation (ZSC) et de zones de protection spéciale (ZPS).
Un site Natura 2000 a été défini sur la commune au titre de la directive habitats :
- la « vallée de l'Orbieu », d'une superficie de 17 765 ha, servant d'habitat, entre autres, pour le Barbeau méridional et du Desman des Pyrénées en limite nord de répartition[14]

et un au titre de la directive oiseaux : 
- les « basses Corbières », d'une superficie de 29 495 ha, un site important pour la conservation des rapaces : l'Aigle de Bonelli, l'Aigle royal, le Grand-duc d’Europe, le Circaète Jean-le-Blanc, le Faucon pèlerin, le Busard cendré, l'Aigle botté[15].

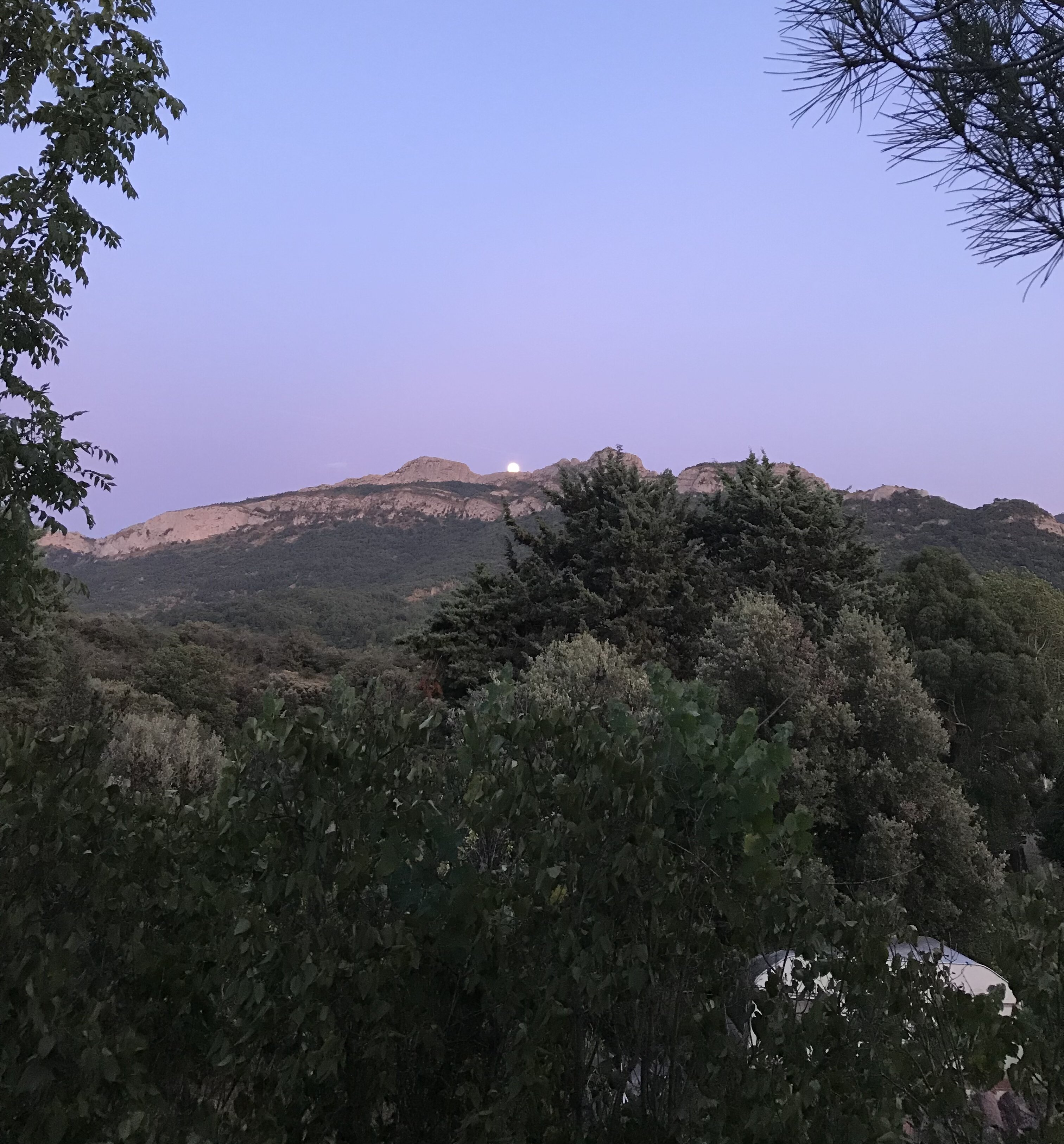
Zone naturelle autour de Soulatgé

#### Zones naturelles d'intérêt écologique, faunistique et floristique
L’inventaire des zones naturelles d'intérêt écologique, faunistique et floristique (ZNIEFF) a pour objectif de réaliser une couverture des zones les plus intéressantes sur le plan écologique, essentiellement dans la perspective d’améliorer la connaissance du patrimoine naturel national et de fournir aux différents décideurs un outil d’aide à la prise en compte de l’environnement dans l’aménagement du territoire.
Quatre ZNIEFF de type 1 sont recensées sur la commune :
- les « gorges de Galamus et massif du pech d'Auroux » (1 008 ha), couvrant 4 communes dont 3 dans l'Aude et 1 dans les Pyrénées-Orientales[17] ;
- le « massif du Roc des Sagnes et de Peyrepertuse » (452 ha), couvrant 3 communes du département[18] ;
- le « milobre de Massac et Roc de Lauze Couloubrière » (515 ha), couvrant 4 communes du département[19] ;
- la « rivière du Verdouble et ruisseau d'en Trébals à Soulatgé » (71 ha), couvrant 5 communes du département[20] ;

et trois ZNIEFF de type 2, : 
- les « Corbières centrales » (68 810 ha), couvrant 56 communes dont 54 dans l'Aude et 2 dans les Pyrénées-Orientales[21] ;
- les « Corbières occidentales » (59 005 ha), couvrant 66 communes du département[22] ;
- le « massif du Fenouillèdes septentrional » (14 046 ha), couvrant 14 communes dont 9 dans l'Aude et 5 dans les Pyrénées-Orientales[23].

Carte des ZNIEFF de type 1 et 2 à Soulatgé.
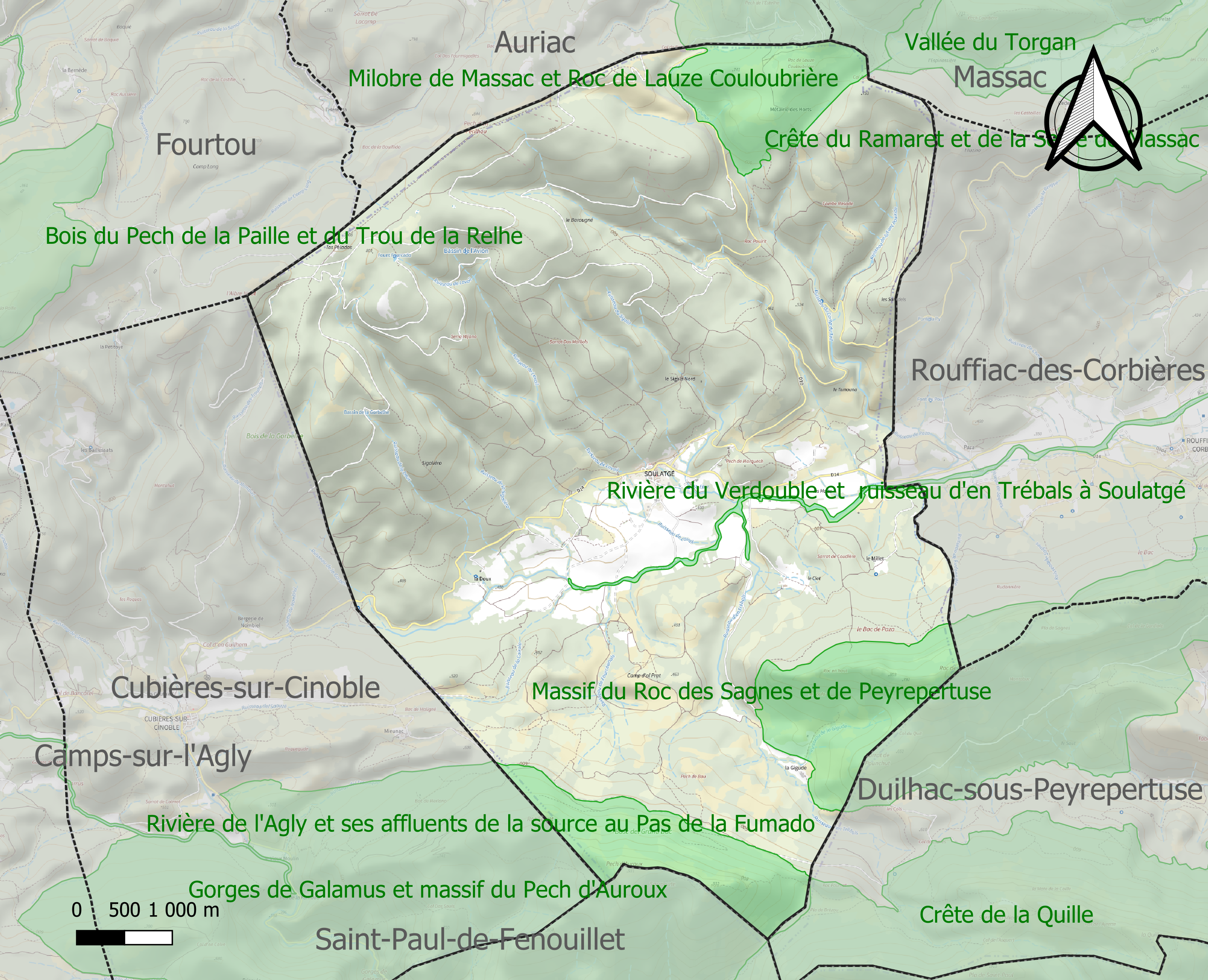
Carte des ZNIEFF de type 1 sur la commune.
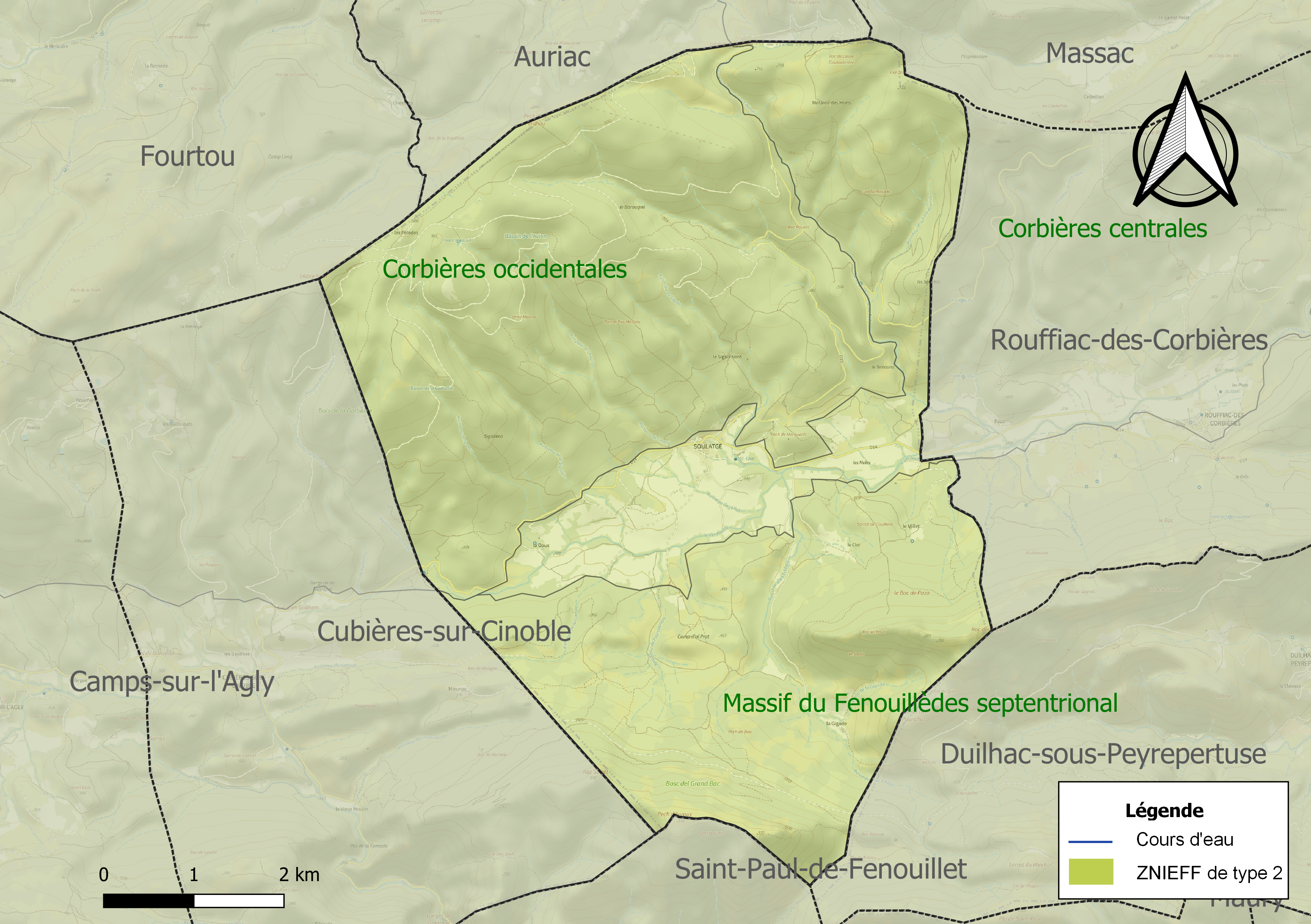
Carte des ZNIEFF de type 2 sur la commune.

## Urbanisme

### Typologie
Au 1er janvier 2024, Soulatgé est catégorisée commune rurale à habitat dispersé, selon la nouvelle grille communale de densité à sept niveaux définie par l'Insee en 2022.
Elle est située hors unité urbaine et hors attraction des villes,.

### Occupation des sols
L'occupation des sols de la commune, telle qu'elle ressort de la base de données européenne d’occupation biophysique des sols Corine Land Cover (CLC), est marquée par l'importance des forêts et milieux semi-naturels (89,1 % en 2018), une proportion identique à celle de 1990 (89,1 %). La répartition détaillée en 2018 est la suivante : 
forêts (72,7 %), milieux à végétation arbustive et/ou herbacée (16,2 %), zones agricoles hétérogènes (6,8 %), prairies (4,1 %), espaces ouverts, sans ou avec peu de végétation (0,2 %). L'évolution de l’occupation des sols de la commune et de ses infrastructures peut être observée sur les différentes représentations cartographiques du territoire : la carte de Cassini (XVIIIe siècle), la carte d'état-major (1820-1866) et les cartes ou photos aériennes de l'IGN pour la période actuelle (1950 à aujourd'hui).

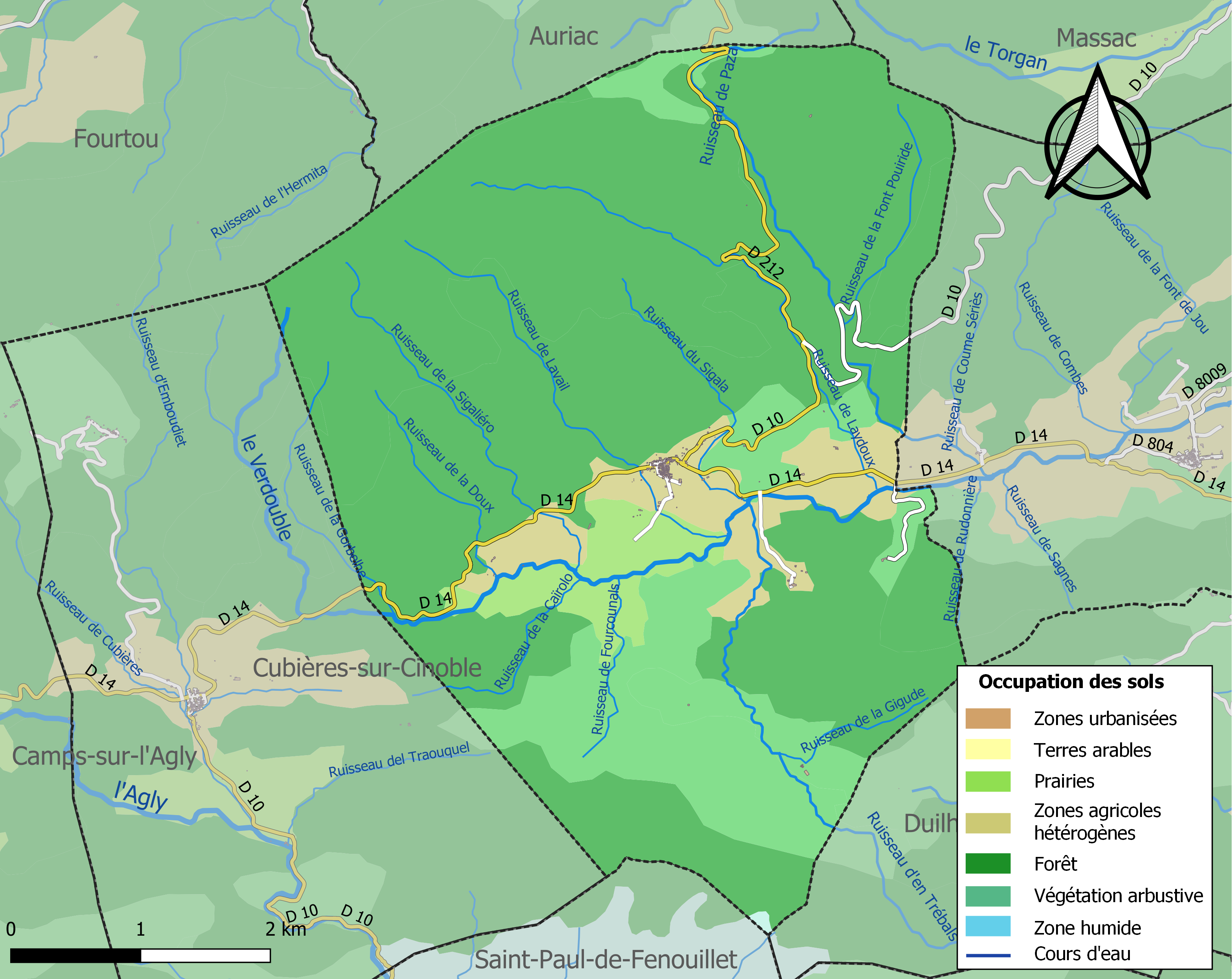
Carte des infrastructures et de l'occupation des sols de la commune en 2018 (CLC).
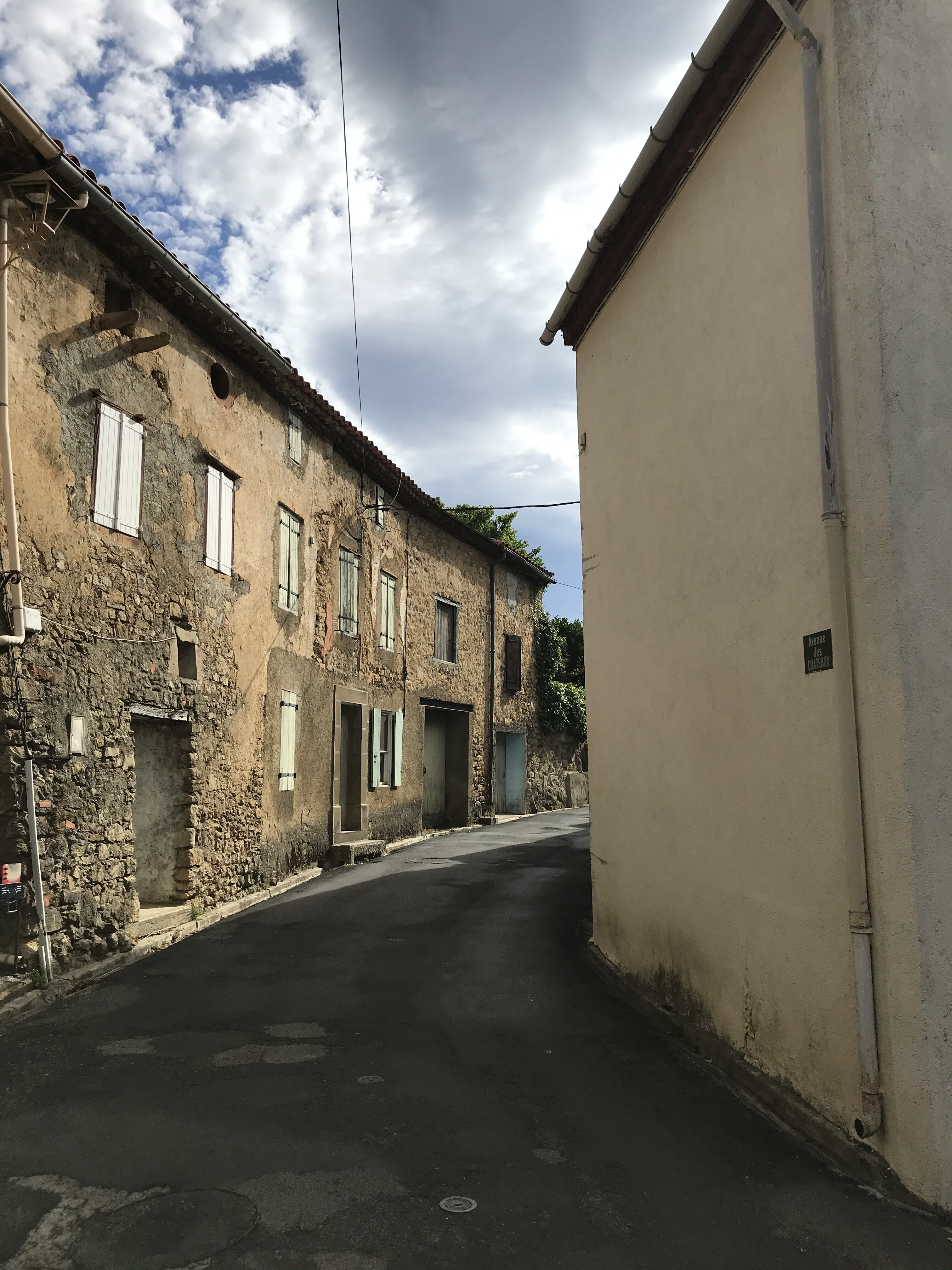
Rue de Soulatgé en journée

### Risques majeurs
Le territoire de la commune de Soulatgé est vulnérable à différents aléas naturels : météorologiques (tempête, orage, neige, grand froid, canicule ou sécheresse), inondations, feux de forêts et séisme (sismicité modérée). Un site publié par le BRGM permet d'évaluer simplement et rapidement les risques d'un bien localisé soit par son adresse soit par le numéro de sa parcelle.
Certaines parties du territoire communal sont susceptibles d’être affectées par le risque d’inondation par débordement de cours d'eau, notamment le ruisseau de Glandes. La commune a été reconnue en état de catastrophe naturelle au titre des dommages causés par les inondations et coulées de boue survenues en 1982, 1987, 1992, 1996, 1999, 2009, 2014 et 2020,.

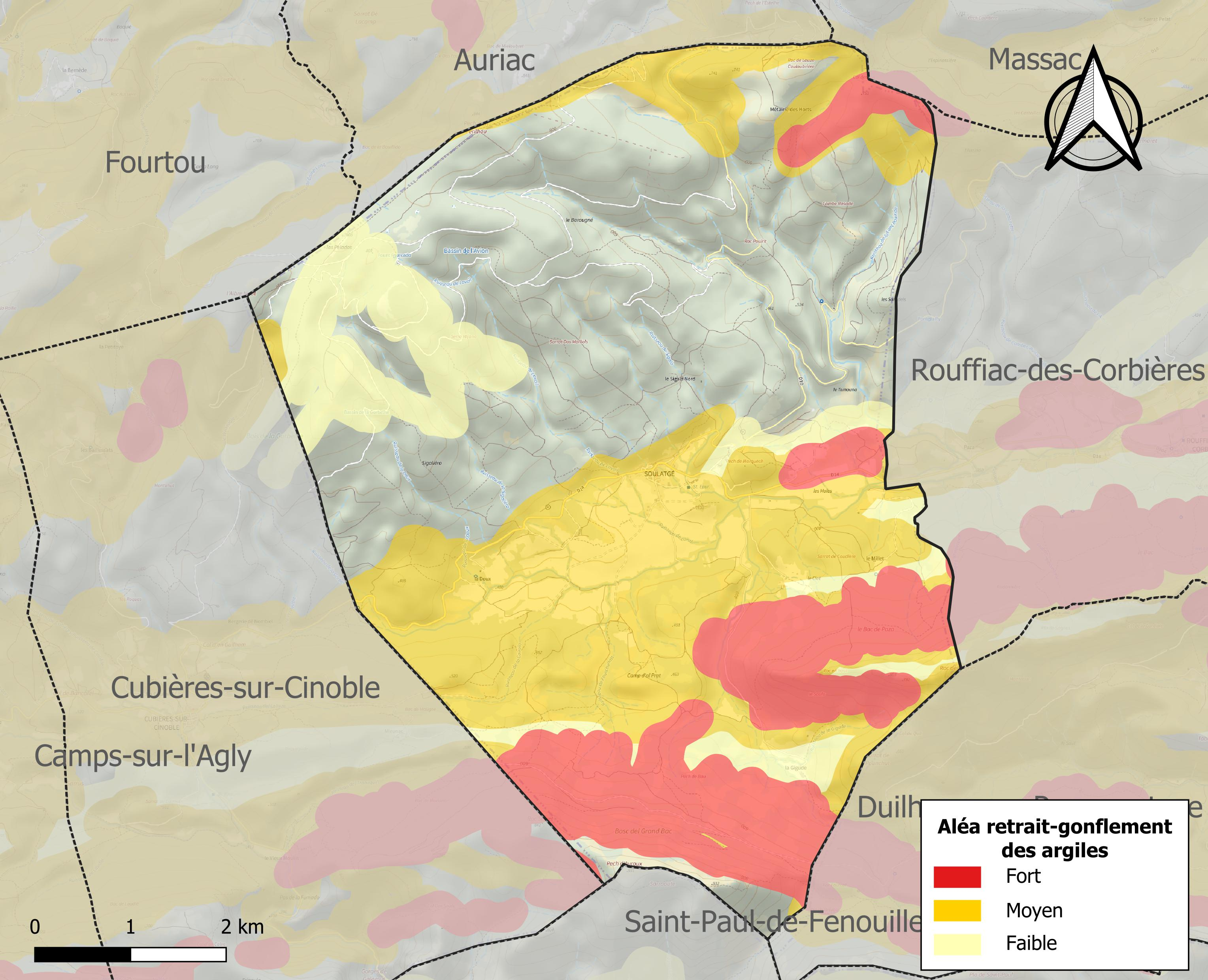
Carte des zones d'aléa retrait-gonflement des sols argileux de Soulatgé.

Le retrait-gonflement des sols argileux est susceptible d'engendrer des dommages importants aux bâtiments en cas d’alternance de périodes de sécheresse et de pluie. 47,4 % de la superficie communale est en aléa moyen ou fort (75,2 % au niveau départemental et 48,5 % au niveau national). Sur les 110 bâtiments dénombrés sur la commune en 2019, 104 sont en aléa moyen ou fort, soit 95 %, à comparer aux 94 % au niveau départemental et 54 % au niveau national. Une cartographie de l'exposition du territoire national au retrait gonflement des sols argileux est disponible sur le site du BRGM,.

## Histoire
Il n'existe aucune donnée concernant l'occupation de ces lieux dans l'antiquité. Cependant, les Romains qui exploitaient déjà les mines de la région et qui étaient très habiles pour la découverte des points d'eau, n'ignoraient probablement pas l'existence de la source de la Doux.
Quoi qu'il en soit, les premiers écrits au sujet de Soulatgé (Solario Solagium) remontent au IXe siècle et on sait que les comtes de Carcassonne furent propriétaires de ces terres jusqu'au XIIIe siècle et ensuite le roi Louis IX (saint Louis).
On sait aussi que la seigneurie de Soulatgé appartint à la famille cadette de la maison de Peyrepertuse de 1345 à 1486, maison qui possédait aussi le fief de Cucugnan, puis, par alliance, jusqu'au XVIe siècle, à la maison de Montesquieu.
Le nom du lieu apparaît donc pour la première fois dans l'histoire en 1073 lorsque Guillaume de Soladgue signa l'acte unissant l'abbaye de Cubières à celle de Cluny et de Moissac. Les anciens seigneurs de Soulatge ayant été faidits, c'est-à-dire hors la loi, bannis, et plus spécialement dans ce contexte, hérétiques albigeois, leurs biens furent confisqués et c'est la raison pour laquelle Raymond d'Alban tenait du roi divers domaines, à Soulatgé et ailleurs.
Pourtant, la famille de Solatgé et Cucugnan bénéficia du pardon du roi Louis IX (Saint Louis 1214/1270) entre les années 1240 et 1263 et probablement en 1247 lorsque Pierre de Cucugnan rendit hommage au roi ce qui lui valut de garder son château de Saint-Pierre-des-Champs.
Cela dit, la branche cadette de la famille de Peyrepertuse redevint propriétaire des lieux jusqu'en 1486.
On dispose de quelques dates éloignées :
1263 : (aux environs de) Ermeniard dit se souvenir que Pierre de Cucugnan fut en guerre avec le vicomte Trancavel.
1273 : Arnaud de Solatgé gagne un procès.
1278 : Béranger de Solacio reçoit à Laroque-de-Fa une réquisition du commandeur de Pyrens d'accepter le passage du bétail sur ses possessions.
1345 : Guilhem de Peyrepertuse est seigneur de Soulatgé et de Cucugnan.
1388 : en décembre, le seigneur de Solatgé, officier du comte d'Armagnac, écrit à l'un des chefs des routiers qui, après la guerre contre les Anglais, dévastaient le pays, pour lui demander de ne pas traverser le Rouergue.
1400 : vers cette date, un certain Guillaume de Solatgé, seigneur de Tolin, sert dans le Rouergue pour le comte d'Armagnac.
1427 : le seigneur de Soulage est Bernard de Peyrepertuse.
1486 : Jean Antoine de Montesquieu, baron de Coustaussa, devint seigneur de Soulatge à la suite de son mariage avec Jeanne de Peyrepertuse.
1524 : Jean Antoine de Montesquieu, seigneur de Soulatge, a la charge, pour le service du Roi, d'une compagnie de "gens de pied" aux frais du diocèse d'Alet et Limoux.
1558 : Jean Antoine de Montesquieu fait un dénombrement des habitants de Soulatge.
1655 : naissance de l'enfant célèbre du village : Bernard de Montfaucon, bénédictin connu de tout le monde savant de l'époque.

## Politique et administration

### Liste des maires
| Période                                  | Période | Identité           | Étiquette | Qualité |
| ---------------------------------------- | ------- | ------------------ | --------- | ------- |
| mars 2001                                | 2014    | Christian Casties  | PS        |         |
| 1854                                     |         | Jean-Baptiste Pous |           |         |
| Les données manquantes sont à compléter. |         |                    |           |         |

## Démographie
L'évolution du nombre d'habitants est connue à travers les recensements de la population effectués dans la commune depuis 1793. Pour les communes de moins de 10 000 habitants, une enquête de recensement portant sur toute la population est réalisée tous les cinq ans, les populations de référence des années intermédiaires étant quant à elles estimées par interpolation ou extrapolation. Pour la commune, le premier recensement exhaustif entrant dans le cadre du nouveau dispositif a été réalisé en 2008.

En 2022, la commune comptait 130 habitants, en évolution de +0,78 % par rapport à 2016 (Aude : +2,65 %, France hors Mayotte : +2,11 %).
| 1793 | 1800 | 1806 | 1821 | 1831 | 1836 | 1841 | 1846 | 1851 |
| ---- | ---- | ---- | ---- | ---- | ---- | ---- | ---- | ---- |
| 302  | 302  | 299  | 346  | 366  | 379  | 372  | 363  | 359  |

| 1856 | 1861 | 1866 | 1872 | 1876 | 1881 | 1886 | 1891 | 1896 |
| ---- | ---- | ---- | ---- | ---- | ---- | ---- | ---- | ---- |
| 360  | 318  | 344  | 350  | 369  | 335  | 322  | 258  | 275  |

| 1901 | 1906 | 1911 | 1921 | 1926 | 1931 | 1936 | 1946 | 1954 |
| ---- | ---- | ---- | ---- | ---- | ---- | ---- | ---- | ---- |
| 261  | 259  | 249  | 186  | 186  | 179  | 159  | 167  | 139  |

| 1962 | 1968 | 1975 | 1982 | 1990 | 1999 | 2006 | 2008 | 2013 |
| ---- | ---- | ---- | ---- | ---- | ---- | ---- | ---- | ---- |
| 100  | 80   | 62   | 82   | 90   | 92   | 102  | 107  | 120  |

| 2018 | 2022 | - | - | - | - | - | - | - |
| ---- | ---- | - | - | - | - | - | - | - |
| 127  | 130  | - | - | - | - | - | - | - |

## Économie

### Emploi
| Division       | 2008   | 2013   | 2018   |
| -------------- | ------ | ------ | ------ |
| Commune        | 16 %   | 19,8 % | 7,4 %  |
| Département    | 10,2 % | 12,8 % | 12,6 % |
| France entière | 8,3 %  | 10 %   | 10 %   |

En 2018, la population âgée de 15 à 64 ans s'élève à 81 personnes, parmi lesquelles on compte 63 % d'actifs (55,6 % ayant un emploi et 7,4 % de chômeurs) et 37 % d'inactifs,. En  2018, le taux de chômage communal (au sens du recensement) des 15-64 ans est inférieur à celui de la France et du département, alors qu'en 2008 la situation était inverse.
La commune est hors attraction des villes,. Elle compte 32 emplois en 2018, contre 29 en 2013 et 28 en 2008. Le nombre d'actifs ayant un emploi résidant dans la commune est de 46, soit un indicateur de concentration d'emploi de 69,3 % et un taux d'activité parmi les 15 ans ou plus de 49,5 %.
Sur ces 46 actifs de 15 ans ou plus ayant un emploi, 28 travaillent dans la commune, soit 61 % des habitants. Pour se rendre au travail, 56,5 % des habitants utilisent un véhicule personnel ou de fonction à quatre roues, 4,3 % les transports en commun, 15,2 % s'y rendent en deux-roues, à vélo ou à pied et 23,9 % n'ont pas besoin de transport (travail au domicile).

### Activités hors agriculture
15 établissements sont implantés  à Soulatgé au 31 décembre 2019.
Le secteur du commerce de gros et de détail, des transports, de l'hébergement et de la restauration est prépondérant sur la commune puisqu'il représente 26,7 % du nombre total d'établissements de la commune (4 sur les 15 entreprises implantées  à Soulatgé), contre 32,3 % au niveau départemental.

### Agriculture
La commune est dans le Pays de Sault, une petite région agricole occupant le sud-ouest du département de l'Aude, également dénommée localement « Pyrénées centrales et pays de Sault ». En 2020, l'orientation technico-économique de l'agriculture  sur la commune est la polyculture et/ou le polyélevage.
|               | 1988 | 2000 | 2010 | 2020 |
| ------------- | ---- | ---- | ---- | ---- |
| Exploitations | 12   | 6    | 9    | 11   |
| SAU (ha)      | 230  | 558  | 561  | 443  |

Le nombre d'exploitations agricoles en activité et ayant leur siège dans la commune est passé de 12 lors du recensement agricole de 1988  à 6 en 2000 puis à 9 en 2010 et enfin à 11 en 2020, soit une baisse de 8 % en 32 ans. Le même mouvement est observé à l'échelle du département qui a perdu pendant cette période 60 % de ses exploitations,. La surface agricole utilisée sur la commune a quant à elle augmenté, passant de 230 ha en 1988 à 443 ha en 2020. Parallèlement la surface agricole utilisée moyenne par exploitation a augmenté, passant de 19 à 40 ha.

## Culture locale et patrimoine

### Lieux et monuments
Un monument préhistorique est signalé sur la commune : le menhir de Tresbals, de forme quadrangulaire, mesurant 2,50 m de haut et 40 cm d'épaisseur. À 2 km du village.
- Église Notre-Dame de Soulatgé.

### Personnalités liées à la commune
- Bernard de Montfaucon, né le 16 janvier 1655[38].

### Héraldique
| Blason de Soulatgé | Blason  | Parti : au 1er de gueules besanté d'argent, au 2e de gueules au chevron d'argent accompagné en chef de deux gerbes de blé d'or et en pointe d'un faucon d'argent posé sur un rocher du même mouvant de la pointe, le tout sommé d'un chef d'or plain. DeviseSolatge es solide (« Soulatgé est solide ») |
| Blason de Soulatgé | Détails | Le premier et le chef sont aux armes de la famille de Soulatgé, premiers seigneurs du village. Le second est l'ancien blason de la commune, créé dans les années 1990, où le faucon est tiré des armes parlantes de la famille de Montfaucon-Rivière, seigneurs au XVIIe siècle, dont est issu Bernard de Montfaucon ; le chevron vient de celles de la famille de Montesquieu-Coustaussa, seigneurs de Soulatgé du XIVe au XVIIe siècle, avant de transmettre leur fief par mariage à la famille de Montfaucon ; enfin, les gerbes renvoient à l'une des étymologies de Soulatgé : « redevance sur les blés ». Création de Raphaël Lépineux avec l'aide de Gauthier Langlois, adoptée en 2021. |